# Красноглазый коровий трупиал
Красноглазый коровий трупиал (лат. Molothrus aeneus) — вид птиц семейства трупиаловых.
Распространён на территории Гватемалы, Гондураса, Коста-Рики, Мексики, Никарагуа, Сальвадора и на юге США. Изолированная популяция, обитающая на Карибском побережье Колумбии, иногда рассматривается как отдельный вид — Амазонский коровий трупиал (Molothrus armenti).
Размер взрослого самца составляет 20 см в длину; вес — 68 грамм. Оперение чёрное с зеленовато-бронзовым оттенком по краю крыльев и на хвосте. Глаза красные. Размер самки составляет 18,5 см в длину; вес 56 грамм. Оперение самок чёрное сверху, коричневатое внизу. Молодые птицы похожи на самок, но имеют серый полосы в оперении.
Как и все коровьи трупиалы, это птица является гнездовым паразитом. Она откладывает свои яйца в гнезда других птиц, которые выкармливают их птенца вместо своих. Подкидывать яйца предпочитают в гнёзда земляного воробья Превоста и белошапочной атлапеты.